# میان‌کبودقاسم
میان‌کبودقاسم، روستایی از توابع بخش مرکزی شهرستان سرپل ذهاب در استان کرمانشاه ایران است.

## جمعیت
این روستا در دهستان بشیوه و پاطاق قرار دارد و براساس سرشماری مرکز آمار ایران در سال ۱۳۸۵، جمعیت آن ۱۱۴ نفر (۲۷خانوار) بوده‌است.